# Crisáfio
Crisáfio (em grego: Χρυσάφιος) foi um eunuco da corte do Império Bizantino, que se tornou o ministro-chefe de Teodósio II (r. 408–450)). Efetivamente o governante do império durante a sua ascensão, ele seguiu uma política de apaziguamento para com os hunos, que custou ao império muito mais ouro do que qualquer campanha militar, enquanto acumulava uma imensa fortuna em subornos. Ele é retratado como uma figura sinistra e foi ridicularizado por Edward Gibbon.

## Biografia e intrigas políticas
Os historiadores bizantinos não dão uma quantidade considerável de informações sobre Crisáfio. Seu nome real era Taiuma (Teófanes 151) ou Tumna (Cedreno I 601) ou Tzumas (Pátria II 182; Codino 47) ou mesmo Ztommas (Malalas 363-6). Crisáfio exerceu um influência considerável sobre Teodósio II no final de seu reinado. De acordo com Malalas, Teodósio II adorava Crisáfio por sua beleza (Malalas id e 368). Ele parece ter sido ressuscitado dentre as classes: de acordo com Malalas, ele era um mero cubiculário (servo do dormitório imperial); de acordo com a Crônica Pascoal , ele era um espatário (p. 390).
Em 441, o prefeito da cidade de Constantinopla foi um poeta pagão de Panópolis (atual Acmim) no Egito, chamado Ciro, que foi extremamente popular na cidade. Assim, ele provocou a inveja de Crisáfio, que projetou sua queda. Ciro se salvou por se converter ao cristianismo, mas a malícia de Crisáfio não era tão facilmente frustrada, e o eunuco arranjou para ele a nomeação de bispo de Cotieu (atual Kütahya), na Frígia, onde a população havia linchado os últimos quatro operadores. no evento, Ciro sobreviveu e retornou a Constantinopla, em 451 depois da morte de Crisáfio.
Em 443, tornou-se camareiro (prepósito do cubículo sagrado), que na prática fez dele o ministro-chefe do fraco Teodósio II. Cronistas registram que ele era todo-poderoso no palácio (Teófanes, o Confessor 150; Prisco de Pânio 227) e, mais tarde, o texto Pátria (II 182; Codino 47) afirma, anacronicamente, que ele seria o paracemomeno, após os funcionários eunucos todo-poderosos do séculos IX e X. Ele tramou contra a irmã do imperador Élia Pulquéria exagerando a influência da imperatriz Élia Eudócia e conseguindo que ela fosse expulsa da corte. Atingido seu objetivo, ele se voltou contra a imperatriz, acusando-a de adultério com Paulino, um amigo de infância do imperador, conseguindo que ela fosse então banida em 444. Tendo removido tanto a esposa como a irmã do imperador da corte, Crisáfio se tornou efetivamente o governante do império, e diz-se que o imperador assinava os papéis que Crisáfio lhe entregava sem lê-los (Teófanes, A.M. 5942).
Em dezembro de 447, o imperador huno Átila chegou ante as muralhas de Constantinopla. Crisáfio adotou uma política de apaziguamento e pagou para Átila um pesado tributo que ele se retirasse sem lutar.
Crisáfio também esteve envolvido nas disputas eclesiásticas da época e, recebendo subornos de várias partes, ele acumulou uma grande fortuna. Ele era o afilhado do idoso abade Eutiques, a quem ele esperava colocar no trono episcopal de Constantinopla e assim aumentar a sua própria influência política. Ele foi frustrado pela elevação de Flaviano em 447. Crisáfio, insidiosamente, induziu o imperador a exigir um presente do novo bispo e Flaviano enviou ao imperador três pães consagrados. Crisáfio rejeitou-os alegando que o imperador exigia ouro, algo que Flaviano se recusou a fazer, já que os clérigos não devem entregar a propriedade da igreja como suborno (Evágrio II.2). Isso fez de Crisáfio seu inimigo, mas Élia Pulquéria era ainda influente e defendeu Flaviano. O incansável eunuco arranjou então para que um violento inimigo de Flaviano, Dióscoro, fosse nomeado patriarca de Alexandria, e o exílio de Pulquéria.
Em 448, a disputa eutiquiana irrompeu, na qual Eutiques subornou Crisáfio. Flaviano estava relutante, mas eventualmente acabou condenando por Eutiques num concílio em Constantinopla. Crisáfio se utilizou de Dióscoro para depor Flaviano no "Segundo Concílio do Éfeso" (Latrocinium) em agosto de 449, se armando de soldados e clérigos fantoches para evitar qualquer discussão sobre as questões teológicas.
Porém, o problema huno não havia sido resolvido. Em 449, Crisáfio, com a aprovação de Teodósio, subornou Edecão, o chefe dos guardas de Átila, para assassiná-lo. Mas ele depois os traiu a favor de Átila, que exigiu a cabeça de Crisáfio. O eunuco enviou um emissário com dinheiro, e Átila concordou em perdoá-lo desde que recebesse una compensação anual de 700 de quilos de ouro. Esta carga de impostos sobre um império já devastado pelos hunos fez com que o impopular favorito se tornasse profundamente odiado. Gibbon observou que o dinheiro envolvido seria mais do que suficiente para financiar uma guerra contra Átila.
O comportamento arrogante no Latrocinium também voltou para assombrá-lo, pois houve oposição geral às decisões do concílio. O papa Leão I escreveu ao imperador e pediu um novo concílio, sem a mácula do anterior.
É possível que Crisáfio tenha caído em desgraça nos últimos meses do reinado de Teodósio. Ele tinha um inimigo no isauro Zenão, que parece ter ameaçado uma revolta em 449 (Prisco de Pânio, fr. 5 (de leg. Rom.)).

## Morte
Teodósio II morreu em 450 e foi sucedido por Marciano, que se casou com Élia Pulquéria. Ambos eram inimigos de Crisáfio.
Seu destino é descrito de forma diferente nos historiadores. Segundo a maioria, Pulquéria se vingou por ele tê-la entregado ao seu inimigo mortal Jordanes, que havia lhe condenado à morte ( Teófanes 160; Crônica Pascoal 390; Malalas 368; Zonaras; III 107-109, Cedreno I 601-1603). Contudo, de acordo com Malalas, a causa da morte de Crisáfio foi muito diferente. Ele tinha sido chefe da Facção Verde, que havia protegido Teodósio II (Malalas 351). Apoiado pelos Verdes, Crisáfio pode ter incitado alguns distúrbios e sabe-se que Marciano era um partidário dos Azuis (Malalas 368). Alguns dizem que Marciano ordenou-lhe que comparecesse perante a um tribunal para que fossem investigados os seus crimes e, no caminho, o caído ministro foi apedrejado até a morte por uma multidão enfurecida pelos altos impostos agora requeridos para pagar o tributo a Átila. Sua imensa riqueza foi confiscada.
A carreira política de Crisáfio é registrada pelo historiador bizantino Nicéforo Calisto Xantópulo, que relata as suas ações nos anos críticos de 449 até 451. Evágrio Escolástico também registra algumas de suas ações nos assuntos da Igreja.